# ویتالی یورچیک
ویتالی یورچیک (روسی: Виталий Серге́евич Юрчик؛ زادهٔ ۱۷ may ۱۹۸۳ (۴۱ سال)) ورزشکار واترپلو اهل روسیه است.
وی در مسابقات کشوری و بین‌المللی در مجموع برندهٔ ۱ مدال طلا، ۱ مدال برنز شده‌است.